# Ulrich von Brockdorff-Rantzau

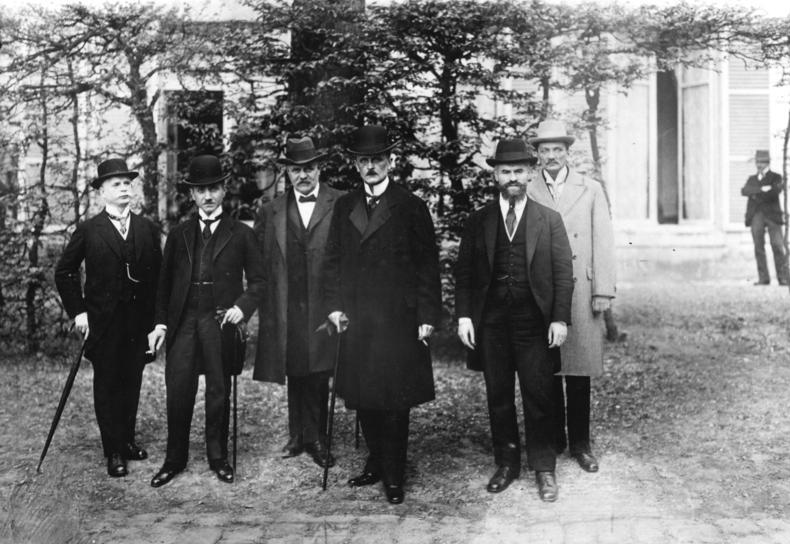
Brockdorff-Rantzau (4e van links) als lid van de Duitse delegatie tijdens de vredesonderhandelingen in Versailles.

Ulrich graaf von Brockdorff-Rantzau (Sleeswijk, 29 mei 1869 - Berlijn, 8 september 1928) was een Duits politicus. Hij werd in het Noord-Duitse Sleeswijk geboren uit een oud adellijk geslacht, zijn voorouders speelden een voorname rol in de Deense politiek.
Von Brockdorff trad in de diplomatieke dienst onder keizer Wilhelm II. Ondanks zijn adel verliep zijn carrière niet soepel. Pas in 1912 kreeg hij een belangrijke post: hij werd benoemd tot gezant in Denemarken. Toen de Eerste Wereldoorlog uitbrak lukte het de Duitse diplomatie om Denemarken neutraal te houden. (De Denen waren nog steeds verbitterd over de voor Denemarken weinig succesvolle Duits-Deense Oorlog van 1864 waarbij de Denen Sleeswijk, Holstein en Lauenburg moesten afstaan aan de Duitsers). Von Brockdoff-Rantzau zorgde ervoor dat de neutraliteit Duitsland ten goede kwam. Von Brockdorff probeerde in heel Scandinavië met pro-Duitse personen goede relaties op te bouwen, ook met de socialist Parvus Helphand.
Na de Eerste Wereldoorlog, na het uitroepen van de republiek door Philipp Scheidemann in december 1918, werd Von Brockdorff door het kabinet Scheidemann benoemd tot secretaris-generaal (staatssecretaris) van Buitenlandse Zaken (vanaf 1919 in de Weimarrepubliek minister van Buitenlandse Zaken). In die hoedanigheid reisde hij ook af naar Versailles als lid van de Duitse vredesdelegatie. Von Brockdorff, enigszins arrogant, werd al gauw door de geallieerde pers bespot en neergezet als vertegenwoordiger van het oude keizerrijk. Omdat Von Brockdorff geen vrede tegen elke prijs wilde sluiten trad hij op 20 juni 1919, samen met de overige ministers van het kabinet Scheidemann af.
Aan het einde van 1922 reisde Von Brockdorff af naar Moskou om zijn land in de nieuwe Sovjet-Unie te vertegenwoordigen. Hij bouwde daar goede relaties op met de Russische minister van Buitenlandse zaken Georgi Tsjitsjerin. Evenals Tsjitsjerin streefde hij naar goede betrekkingen tussen Duitsland en de Sovjet-Unie. Tijdens zijn verlof in Duitsland overleed hij.

## Publicatie
- Dokumente und Gedanken um Versailles (1925)

- Bibliothèque nationale de France: cb119918872 (data)
- Gemeinsame Normdatei: 118674242
- International Standard Name Identifier: 0000 0001 1071 9981
- Library of Congress Control Number: n85058831
- Nationale Bibliotheek van Israël: 987007259144005171
- Nationale Bibliotheek van Polen: a0000002604752
- Nederlandse Thesaurus van Auteursnamen: 090920406
- SNAC: w65f0sk0
- Système universitaire de documentation: 082057028
- Virtual International Authority File: 77109804
- WorldCat: E39PBJmTrYxdxkpRqyCwf9f8YP